# Grabouillon (bande dessinée)
Pour les articles homonymes, voir Grabouillon.
Grabouillon est une série de bande dessinée pour la jeunesse, développée par la suite en série télévisée d'animation (diffusions sur France 5).
- Scénario, dessins et couleurs : Alexis Nesme

## Albums
- Tome 1 : Du grabuge chez Grabouillon (2003)
- Tome 2 : Du rififi chez Grabouillon (2004)

- Édition intégrale (2007)  (ISBN 978-2-7560-1092-2)

## Publication

### Éditeurs
- Delcourt (Collection Jeunesse) : Tomes 1 et 2 et édition intégrale (première édition des tomes 1 et 2 et édition intégrale).